# 10303 Fréret
10303 Fréret è un asteroide della fascia principale. Scoperto nel 1989, presenta un'orbita caratterizzata da un semiasse maggiore pari a 2,3784613 UA e da un'eccentricità di 0,2442128, inclinata di 2,83348° rispetto all'eclittica. Misura circa 3,4 km di diametro.
L'asteroide è dedicato a Nicolas Fréret (1688-1749), storico francese noto per il trattato Lettre de Thrasybule à Leucippe.